# Chile Day

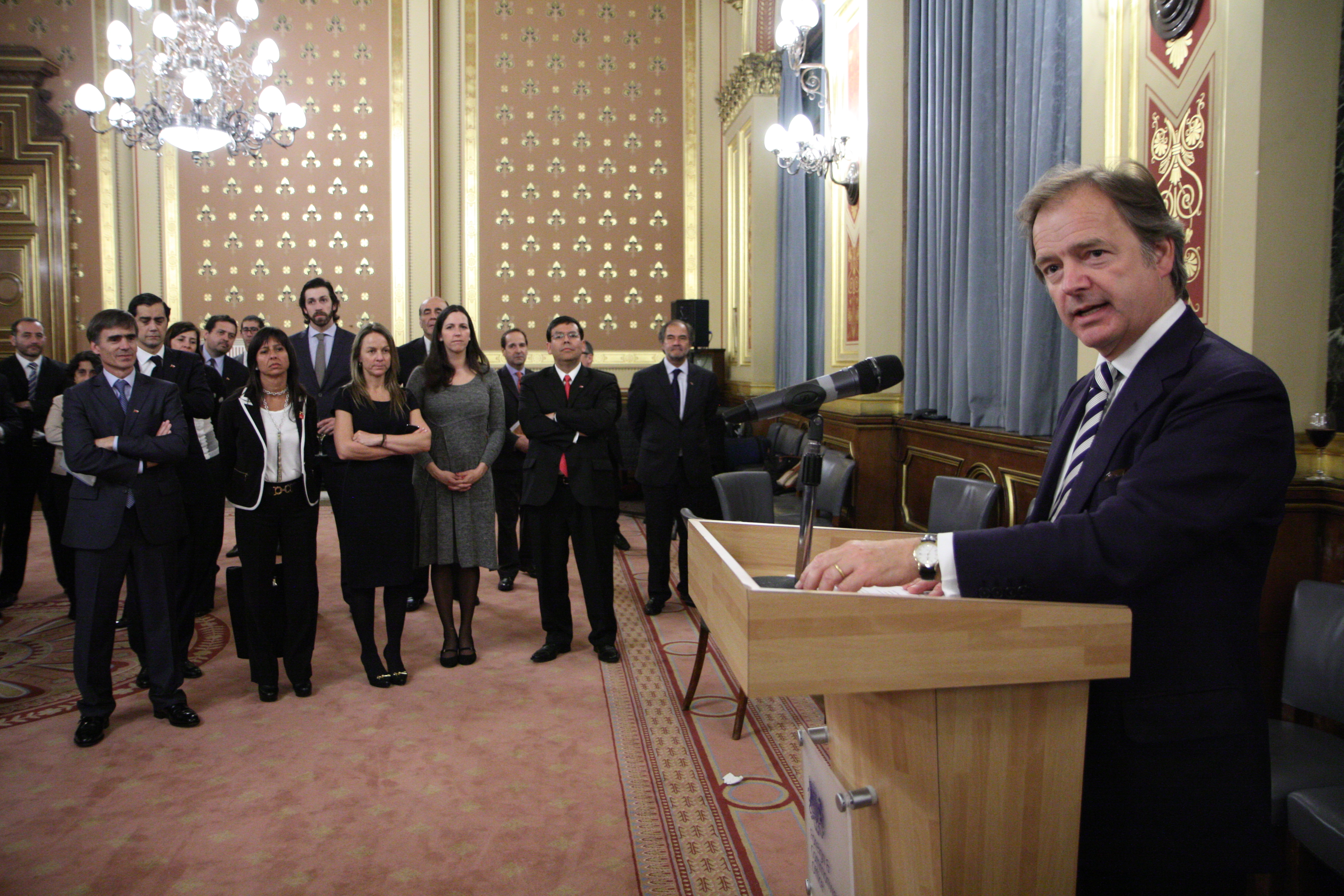
El ministro de relaciones exteriores británico, Hugo Swire, en una conferencia para el Chile Day de Londres (2014)

Chile Day (en español: Día de Chile) es un evento anual realizado en Londres, Reino Unido. Surge como una iniciativa público-privada con el propósito de fomentar la marca país chilena en la nación europea y de la misma manera, estrechar los vínculos económicos y socioculturales chileno-británicos, además de atraer la inversión extranjera británica (y de otros países de la anglosfera y la Unión Europea) en el país sudamericano, del mismo modo promover a las empresas chilenas invirtiendo en el Reino Unido. Es organizado por la corporación financiera InBest Chile y cuenta con el auspicio de diversas marcas, tanto chilenas como extranjeras. Asimismo, dentro del ámbito estatal colaboran el Ministerio de Hacienda de Chile, como también la Dirección Nacional de promoción de Exportaciones (ProChile), organismo dependiente de la Dirección General de Relaciones Económicas Internacionales (DIRECON).

## Chile Day Nueva York

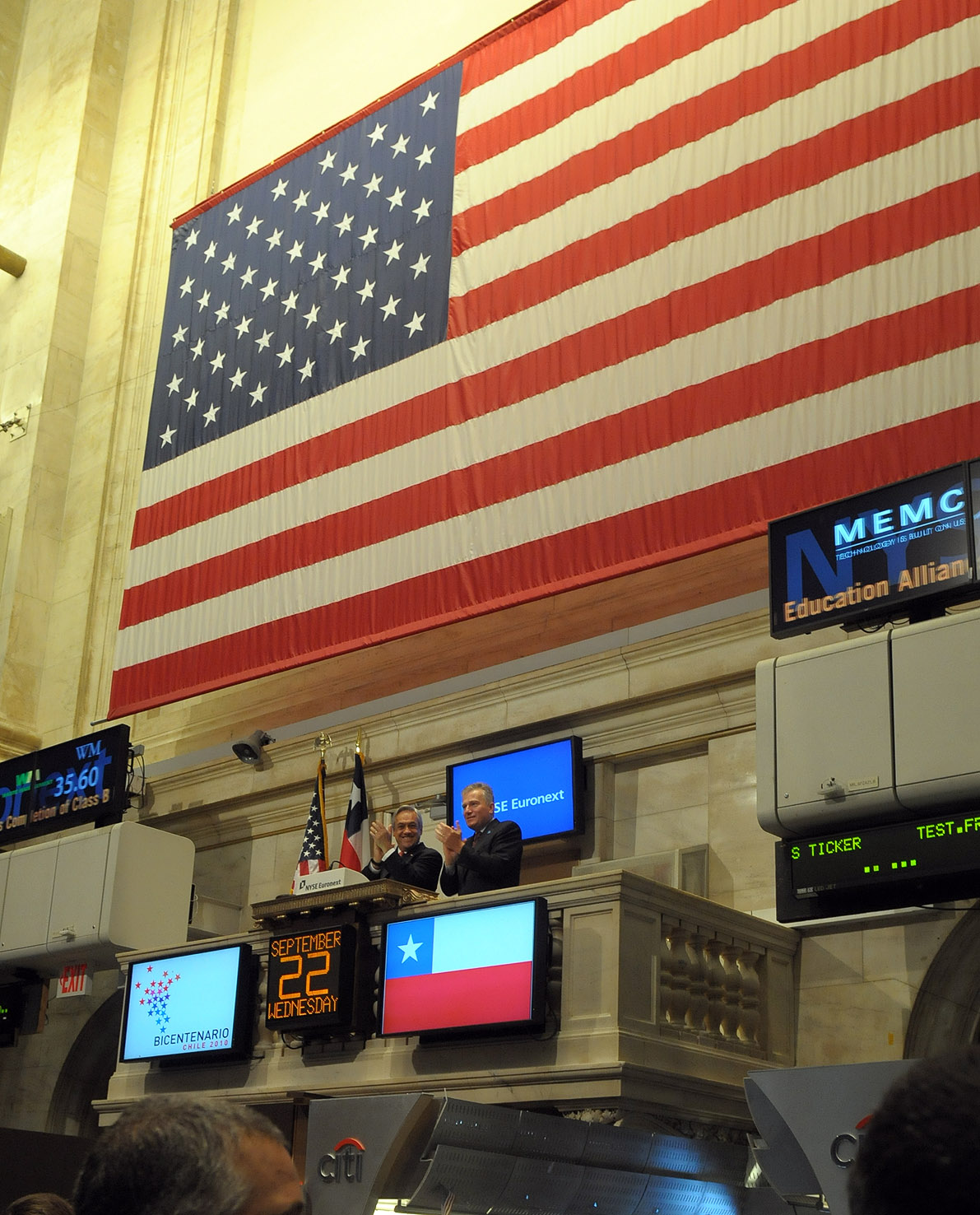
El presidente de Chile, Sebastián Piñera, en la Bolsa de Nueva York para el Chile Day de 2010

Entre 2008 y 2010 se realizó el Chile Day en Nueva York, Estados Unidos, centrándose las actividades como parte de un homenaje a Chile en la Bolsa de Nueva York (NYSE), reconociendo a las empresas chilenas que cotizan en dicho organismo bursátil. En 2010 y dentro del marco de las celebraciones del Bicentenario de Chile, contó con la presencia del presidente chileno, Sebastián Piñera, quien dio la partida inicial a las actividades bursátiles neoyorquinas del día 22 de septiembre.

## Ediciones especiales
- En mayo de 2016, se realizó una versión especial del Día de Chile en la ciudad de Liberec, República Checa.[3]